# Piezia
Piezia is een geslacht van kevers uit de familie van de loopkevers (Carabidae). De wetenschappelijke naam van het geslacht is voor het eerst geldig gepubliceerd in 1834 door Brulle.

## Soorten
Het geslacht Piezia omvat de volgende soorten:
- Piezia algoensis Peringuey, 1896
- Piezia alternata Burgeon, 1929
- Piezia angulata Burgeon, 1929
- Piezia angusticollis Boheman, 1848
- Piezia apicemaculata Basilewsky, 1981
- Piezia aptinoides Perroud, 1846
- Piezia axillaris Brulle, 1834
- Piezia beirensis Burgeon, 1929
- Piezia emarginata Fairmaire, 1887
- Piezia kuntzeni Burgeon, 1929
- Piezia licita Peringuey, 1899
- Piezia livingstoni Chaudoir, 1870
- Piezia mashuna Peringuey, 1896
- Piezia pilosevittata J.Thomson, 1857
- Piezia quinquesignata Fairmaire, 1887
- Piezia selousi Peringuey, 1896
- Piezia spinolae (Bertoloni, 1849)
- Piezia suturata Burgeon, 1929